# Bruce Bradley
Myron Bruce Bradley (* 15. Januar 1947 in Los Angeles, Kalifornien) ist ein ehemaliger Wasserballspieler aus den Vereinigten Staaten. Er gewann 1972 die olympische Bronzemedaille. 1971 siegte er mit dem Team der Vereinigten Staaten bei den Panamerikanischen Spielen.

## Karriere
Bei den Olympischen Spielen 1968 in Mexiko-Stadt belegte das Team aus den Vereinigten Staaten in der Vorrunde den dritten Platz. In der Platzierungsrunde erreichte die Mannschaft den fünften Platz. Bradley warf während des Turniers 18 Tore, davon vier beim 10:7 im Vorrundenspiel gegen Spanien.
1971 gewann Bradley mit dem US-Team bei den Panamerikanischen Spielen in Cali, wobei die Mannschaft im entscheidenden Spiel die Kubaner mit 6:4 bezwang. Beim olympischen Wasserballturnier 1972 in München gewann das US-Team seine Vorrundengruppe vor den Jugoslawen. In der Finalrunde sicherte sich die Mannschaft aus der Sowjetunion die Goldmedaille vor den Ungarn, dahinter gewannen die Amerikaner die Bronzemedaille. Bradley warf im Turnierverlauf 17 Tore, davon drei beim 6:6 gegen die Olympiasieger aus der Sowjetunion.
Bruce Bradley besuchte zunächst die Millikan High School in Long Beach und dann die UCLA, wo er 1968 im Fach Psychologie graduierte. Von 1967 bis 1976 spielte er im Verein beim Phillips 66 Water Polo Club in Long Beach. Nach seiner aktiven Laufbahn war er als Trainer und Schiedsrichter tätig.